# Georges Risler
Pour les articles homonymes, voir Risler.
Georges Henri Risler, né à Déville-lès-Rouen (Seine-Maritime) le 6 juin 1853 et mort le 2 mars 1941 à Paris, est un industriel et réformateur social français.

## Biographie
Issu d'une famille alsacienne, son père, Adolphe Risler (1817-1874), est industriel à Déville-lès-Rouen.
Industriel à Caudebec-en-Caux où il dirige la blanchisserie Fauquet-Lemaître, franc-maçon, administrateur de nombreuses œuvres sociales et président du Musée social, il est élu membre de l'Académie des sciences morales et politiques en 1930. Il est nommé chevalier de la Légion d'honneur en 1907, officier en 1912, commandeur en 1920, grand officier en 1929 et grand-croix en 1936.
À Strasbourg, une plaque de bronze à son effigie est apposée au 18, rue Aristide-Briand, dans une cité qui porte son nom.

## Publications
- La Crise du logement, Plon-Nourrit, Paris, 1922
- Le Travailleur agricole français, préface de Jules Méline, Payot, Paris, 1923
- L'Amélioration du logement des travailleurs en France, préface d'Alexandre Ribot, Paris, 1937

## Décorations
Grand-croix de la Légion d'honneur